# Szurcsík Ádám
Szurcsík Ádám (Párkány, 1994. május 13. –) magyar színész.

## Életpályája
1994-ben született a felvidéki Párkányban. A komáromi Selye János Gimnáziumban töltötte középiskolás éveit. Az érettségi után egy éven keresztül programtervező informatikát tanult Pozsonyban a Szlovák Műszaki Egyetemen (Slovenská Technická Univerzita). Ezután egy évig a budapesti Nemes Nagy Ágnes Szakközépiskola diákja volt. 2015-2020 között a Kaposvári Egyetem színművész szakán tanult, Cserhalmi György osztályában. 2020-tól a Pesti Magyar Színház tagja. Az M2 Petőfi TV műsorvezetője.

## Filmes és televíziós szerepei
- Drága örökösök (2020) ...Rendőr
- Doktor Balaton (2022) ...Srác